# Jumbotron

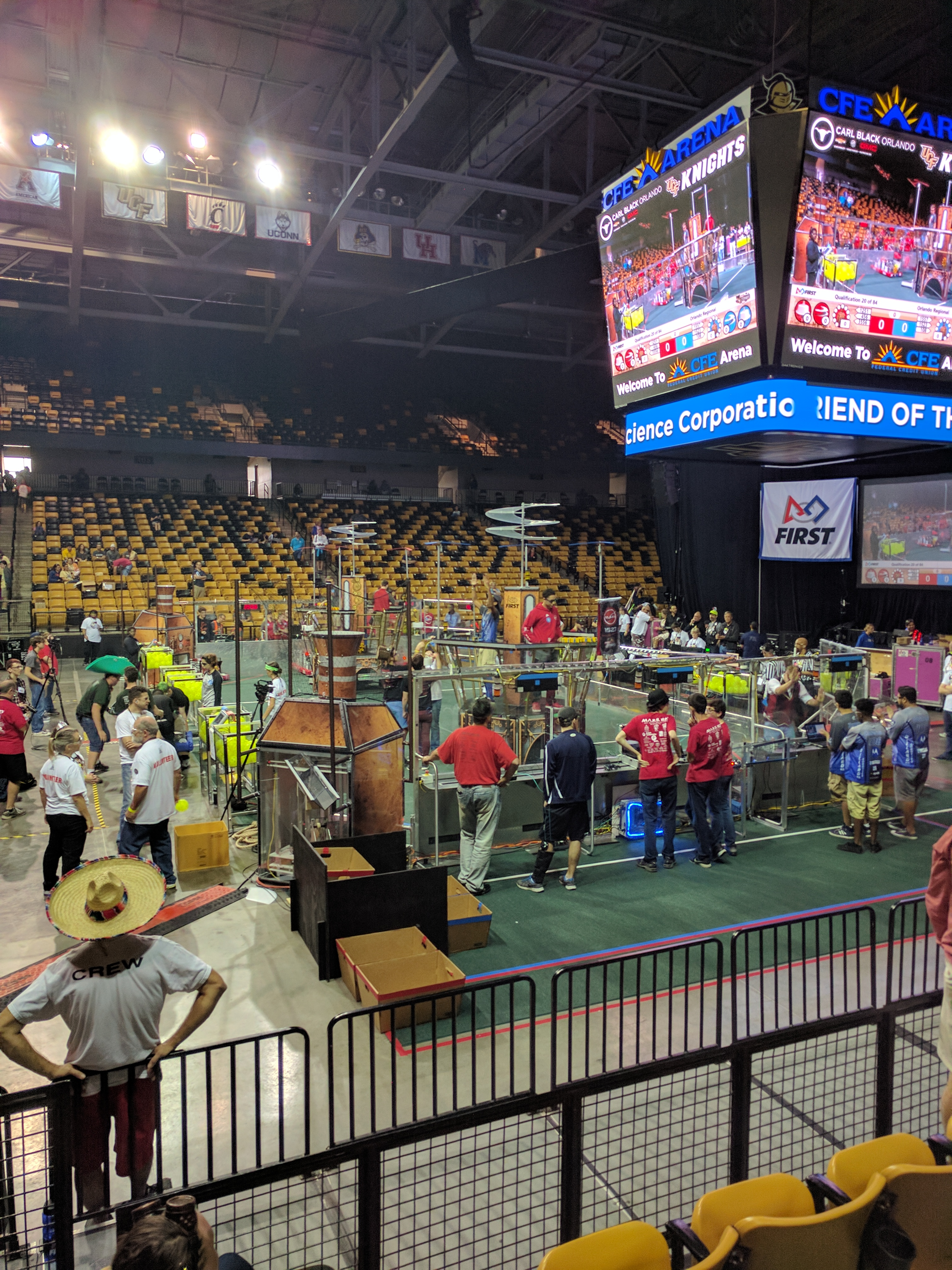
Orlando Regional

Ein Jumbotron, manchmal auch als Jumbovision bezeichnet, ist eine Videoanzeige mit großformatiger Fernsehtechnik. Das originale JumboTron wurde von Sony entwickelt und wird typischerweise in Sportstadien und Konzerthallen eingesetzt, um Nahaufnahmen einer Veranstaltung zu zeigen.

## Geschichte
Das JumboTron wurde ursprünglich von Sony hergestellt und gilt als eines der größten Non-Projection-Videodisplays, das jemals hergestellt wurde. Sony-Kreativdirektor Yasuo Kuroki ist für die Entwicklung des JumboTron verantwortlich.
Das JumboTron und ähnliche Großbildschirme sind zwar physisch groß, hatten aber oft eine geringe Bildauflösung. Das JumboTron im inzwischen abgerissenen Tampa Stadium in Tampa, Florida, maß 9 m (30 ft) diagonal mit einer Auflösung von nur 240×192 Pixeln unterhalb der VHS-Auflösung. Die Bildschirmgröße variiert seitdem je nach Veranstaltungsort. Das 1985 eingeführte Display war 40 Meter breit und 25 Meter hoch. Neuere, LED-basierte Großbildschirme haben eine Größenordnung größer als die frühe JumboTron-Auflösung zu einem Bruchteil der Kosten. Zum Beispiel ist das viel beachtete Center-Hang-Videobrett im AT&T Stadium der Dallas Cowboys 72 Fuß hoch und 160 Fuß breit (22 m × 49 m) und zeigt HDTV mit einer Auflösung von 1920 × 1080, 45 mal mehr Pixel.
Das größte im Einsatz befindliche JumboTron befand sich im SkyDome (heute Rogers Centre) in Toronto, Ontario. Es maß 10 m * 33,5 m und kostete 17 Millionen Dollar. Im Vergleich dazu würde ein heute verkauftes LED-System ähnlicher Größe rund 3 Millionen Dollar kosten. Das Rogers Centre JumboTron wurde 2005 im Rahmen eines Stadionrevitalisierungsprojekts durch einen Daktronics ProStar ersetzt.

## Spezifikationen von Produktion und Design
Ursprünglich war das JumboTron keine LED-Anzeige (lichtemittierende Diode), da blaue LEDs zu diesem Zeitpunkt nicht verfügbar waren, und die einzigen verfügbaren grünen LEDs waren die traditionellen gelb-grünen, die für ein RGB-Display ungeeignet waren. Jede Anzeige bestand aus mehreren Modulen, die aus 16 oder mehr kleinen Flutstrahl-CRTs (Kathodenstrahlröhren) bestanden, von denen jedes 2 bis 16 Pixel aus roten, grünen und blauen Phosphoren enthielt. Sony zeigte eine der frühesten Versionen auf der Expo 85 in Tsukuba. Schließlich übernahmen JumboTron-Systeme die LED-Technologie, da blaue und rein grüne LEDs entwickelt wurden. LED-basierte Systeme haben eine etwa zehnmal längere Lebensdauer als CRT-basierte Systeme, ein wesentlicher Grund für die Veränderung.

## Generische Marke
Obwohl JumboTron eine eingetragene Marke der Sony Corporation ist, stellte Sony die Herstellung der Geräte unter diesem Namen 2001 ein und das Wort Jumbotron ist inzwischen zu einer generisierten Marke geworden.